# Conopias
Conopias és un gènere d'ocells de la família dels tirànids (Tyrannidae).

## Taxonomia
Segons la Classificació del Congrés Ornitològic Internacional (versió 14.2, 2024) aquest gènere està format per 4 espècies:
- Conopias albovittatus - tirà reial del Chocó.
- Conopias parvus - tirà reial de Pelzeln.
- Conopias trivirgatus - tirà reial de tres bandes.
- Conopias cinchoneti - tirà reial cellagroc.